# 和田義三
和田 義三（わだ よしぞう、1913年1月17日 - 1990年11月8日）は日本の漫画家。東京府出身。

## 経歴
1936年、東京美術学校工芸科図案部卒業。戦前には横山隆一主宰の「漫画集団」に参加、スケッチ入りの紀行文などを執筆していた。1943年には横山、近藤日出造、横井福次郎、那須良輔らとともに田村町に『漫画』同人用の宿舎を借りて暮らした。
第二次大戦終戦後の1945年8月、復刊された『漫画』に作品を寄稿する。1946年鈴木郁三によって創刊された漫画紙『子供マンガ新聞』に初代編集長として1952年まで連載を持ち、「ほらふき千一夜」「勇ましいキック君」などを掲載。1948年には映画『ターザンの黄金』から始まる一連のターザンブームに乗じて『少年ターザン』を子供マンガ新聞社より出版。1953年ごろには白鷗社の『笑の泉』に作品を掲載した。その後は政治漫画に転身し、東京新聞などで一枚絵を数多く残した。
1976年4月より小松左京による朝日新聞紙上の連載小説「こちらニッポン…」の挿絵を務めた。また、宮尾しげを、杉浦幸雄とともにNHKテレビのクイズ番組「漫画クラブ」に出演。
1950年に執り行われた岡本一平没後二周年の「第二回一平祭」では裸踊りの大騒ぎをし新聞沙汰となる。
晩年はゴルフ漫画を描いた。
1990年11月8日、浦和市にて呼吸不全で死去。葬儀は葬儀委員長を永井保日本漫画家協会理事として漫画集団葬として行われた。墓所はさいたま市西区三橋の青葉園。
息子は画家、俳優の和田恵秀。